# Янувек-Другий
Янувек-Другий (пол. Janówek Drugi) — село в Польщі, у гміні Яблонна Леґьоновського повіту Мазовецького воєводства.
Населення — 175 осіб (2011).
У 1975-1998 роках село належало до Варшавського воєводства.

## Демографія
Демографічна структура станом на 31 березня 2011 року:
|          | Загалом | Допрацездатний вік | Працездатний вік | Постпрацездатний вік |
| -------- | ------- | ------------------ | ---------------- | -------------------- |
| Чоловіки | 90      | 13                 | 67               | 10                   |
| Жінки    | 85      | 17                 | 51               | 17                   |
| Разом    | 175     | 30                 | 118              | 27                   |